# Scharkenter Moschee

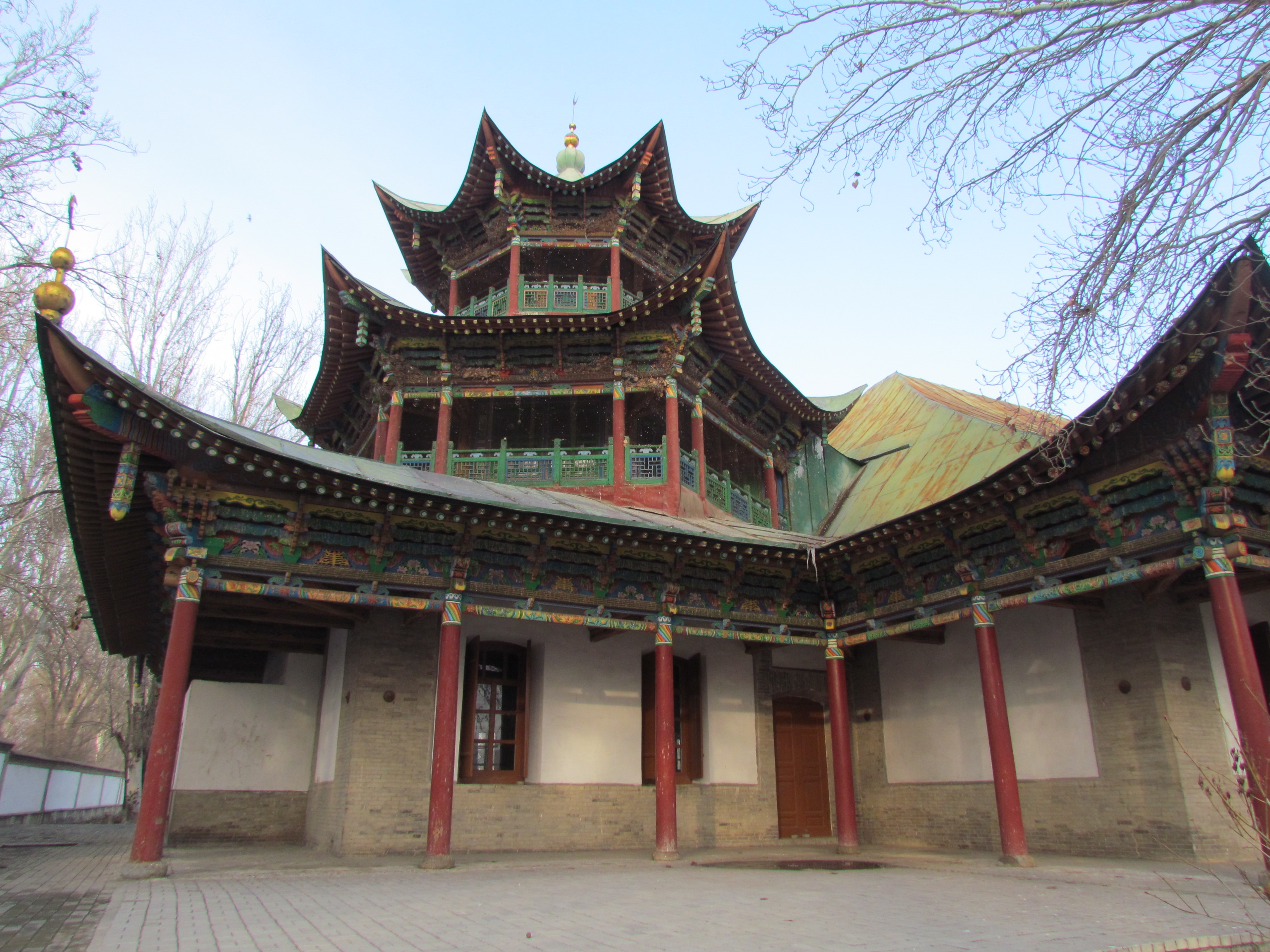
Die Moschee in Scharkent

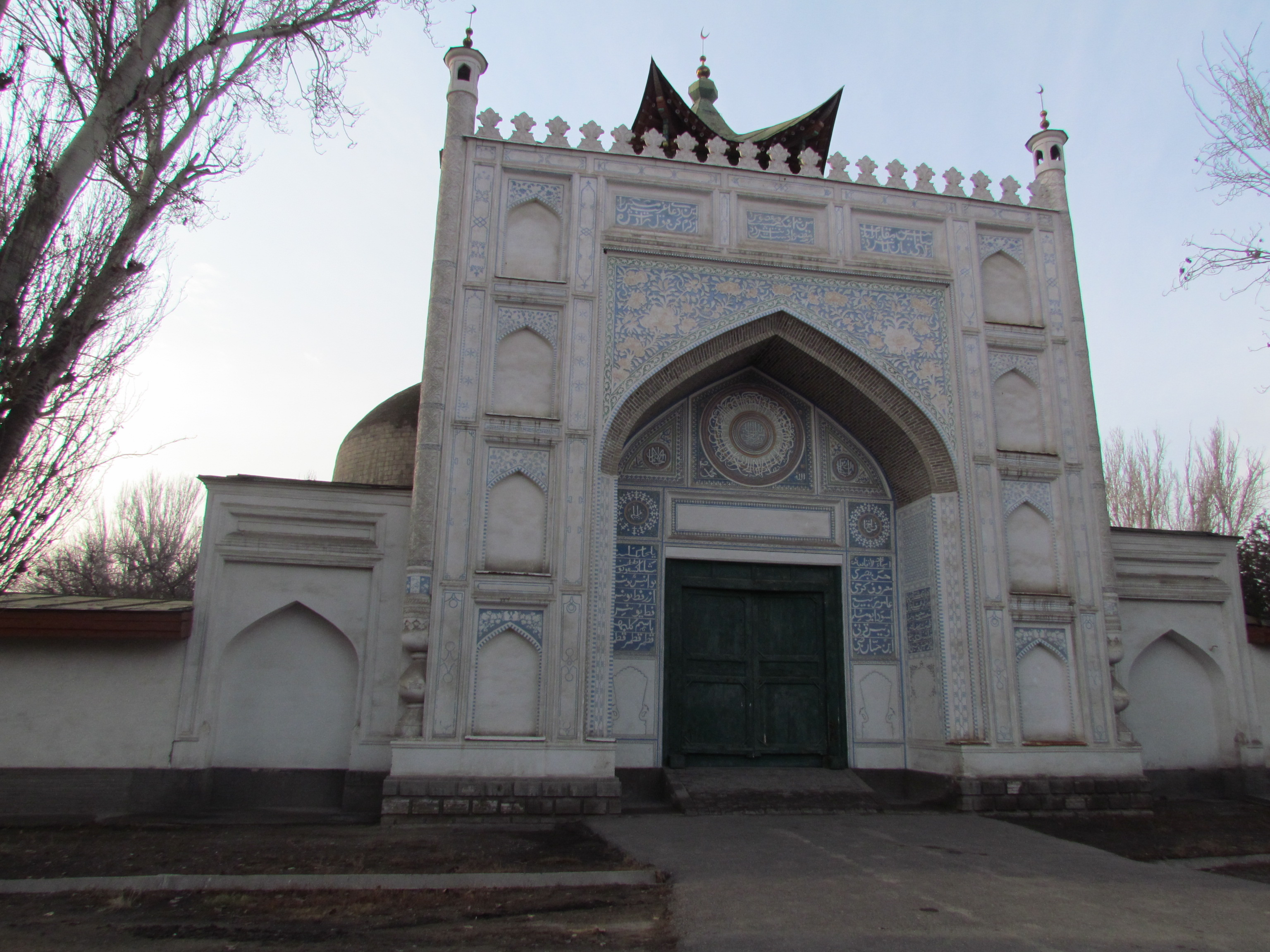
Vordereingang des Gebäudes

Die Scharkenter Moschee (kasachisch Жаркент мешіті Scharkent meschiti, russisch Жаркентская мечеть Scharkentskaja metschet) ist ein bekanntes Bauwerk und ehemalige Moschee in der im Süden Kasachstans gelegenen Stadt Scharkent. Heute wird das Gebäude als Museum genutzt.

## Geschichte
Sie wurde vom chinesischen Architekten Chon Pik zwischen 1887 und 1892 erbaut, die Finanzierung des Baus erfolgte durch den ortsansässigen, uigurischen Geschäftsmann Walibai Achun Juldaschew. Bei einem Erdbeben im Jahr 1910 erlitt das Bauwerk erhebliche Schäden.
Mit der Machtergreifung der Bolschewiki waren religiöse Aktivitäten zunehmend der staatlichen Verfolgung ausgesetzt, viele Gotteshäuser wurde geschlossen. So wurde 1918 auch die Moschee von Scharkent geschlossen. Das Gebäude diente anschließend für verschiedene Zwecke: der Versammlungsraum der Moschee wurde zuerst als Militärkaserne dann als Getreidelager genutzt. Die Madrasa diente unter anderem als Kino und als Wohnraum. Dadurch verlor die Moschee ihr ursprüngliches Aussehen. In den Jahren 1948 bis 1949 führte die kasachische Abteilung der Akademie für Architektur und Bauingenieurwesen der UdSSR umfangreiche Forschungsarbeiten an dem Bauwerk durch, infolgedessen wurde es als historisches Denkmal anerkannt und unter staatlichen Schutz gestellt. Zwischen 1967 und 1978 wurden umfangreiche Restaurierungsarbeiten durchgeführt, während denen das ursprüngliche Erscheinungsbild wieder hergestellt wurde. Am 24. März 1978 wurde in dem Gebäude ein Architektur- und Kunstmuseum eröffnet.

## Beschreibung
Der 28 × 54 Meter große Bau verfügt zudem über ein 19 Meter hohes Minarett und eine angeschlossene Koranschule. 1982 wurde die Moschee von der kasachischen Regierung in die Liste besonders schützenswerter Kulturdenkmäler aufgenommen. Seitdem wurden umfangreiche Renovierungsmaßnahmen durchgeführt.
Das Gebäude orientiert sich stark an der Architektur buddhistischer Pagoden, ähnlich wie auch die Moscheen der Hui-Chinesen. Die Scharkenter Moschee ist heute ein beliebtes Touristenziel.